# Thérèse Hargot
Thérèse Hargot, née en 1984 à Bruxelles, est une essayiste et sexologue belge proche du mouvement catholique, exerçant en France.
Elle est principalement connue pour ses positions parfois qualifiées d'« alterféministes », s'opposant à la pilule contraceptive, au sexe récréatif, et défendant l'abstinence sexuelle jusqu'au mariage. Elle est également opposée à la pornographie.

## Biographie

### Famille et jeunesse
Thérèse Hargot naît en 1984 en Belgique. Elle est la quatrième enfant d'une fratrie de huit. Très croyants, ses parents sont tous deux assistants sociaux vivant et travaillant dans un quartier défavorisé de Bruxelles.

### Études
Thérèse Hargot est titulaire d'un DEA « philosophie et société » à l'université Panthéon-Sorbonne et d'un master en « sciences de la famille et de la sexualité » à l'UCLouvain.  Dans le cadre de ses recherches philosophiques, elle explore les questions de genre à travers l’analyse des relations de pouvoir qui s’exercent lors de la médicalisation du corps des femmes, en particulier au cours des étapes liées à la reproduction, comme la sexualité, la fertilité, la grossesse et l’accouchement.

### Parcours professionnel
À la fin de ses études, elle exerce tout d'abord son métier de praticienne à New York, où son premier mari a été nommé Président de la World Youth Alliance (de), une ONG qui lutte contre l'avortement et l'euthanasie.
En février 2010, son premier essai « Pour une libération sexuelle véritable » est publié chez FX de Guibert à Paris. Elle y fait la promotion des méthodes naturelles de régulation des naissances comme alternative à la contraception hormonale.
Proche des milieux catholiques, à partir de 2013 - encore sous le nom de son premier époux Thérèse Jacob- elle intervient en tant que sexologue au collège Stanislas, dans le 6e arrondissement de Paris. Devenue une figure du mouvement catholique français sur le sujet de la sexualité, elle s'engage alors en intervenant lors de différentes manifestations aussi bien nationales (Université d'été de la Manif pour tous en 2014, Assemblée générale des évêques de France à Lourdes, 2014) qu'internationales (Colloque « Complémentarité homme femme » au Vatican en 2014, Festival Paradise in the City (avec Vincent Breynaert) dans le cadre des Journées mondiales de la jeunesse, Cracovie, 2016).
Elle accède alors aux médias affiliés au catholicisme, « s'emparant de sujets qui s'inscrivent peu ou prou dans le sillon de l'Église » pour intervenir régulièrement dans ceux-ci, comme Le Jour du Seigneur, Valeurs actuelles ou encore La Croix. Elle promeut « l'amour durable » : il s'agit d'utiliser le mariage religieux pour faire perdurer son couple par-delà les crises. Elle reconnait cependant elle-même, lorsque Le Figaro souligne que « le fossé entre sa vie personnelle et ce qu'elle prône est le grand paradoxe de la vie de Thérèse Hargot », être l'antithèse de sa propre pensée, étant divorcée deux fois.
En 2016, elle publie l'ouvrage Une jeunesse sexuellement libérée (ou presque), qui la révèle au grand public grâce à ses nombreux passages dans les médias.
En 2018, elle publie chez Albin Michel Aime, et ce que tu veux, fais-le ! , un ouvrage d'entretiens avec Emmanuel Gobilliard, évêque auxiliaire de Lyon, en réponse aux questions d'Arthur Herlin, jeune journaliste vaticaniste.

### Prises de position

#### Contraception
Elle accède pour la première fois au champ médiatique en s'opposant à la pilule contraceptive, et en faisant la promotion de techniques naturelles, reposant sur la connaissance qu'ont les femmes de leurs propres corps. Elle affirme que le choix leur est insuffisamment présenté d'adopter des méthodes de contraception différentes, en particulier les méthodes naturelles, n'hésitant pas à déclarer, dans Famille chrétienne que « la contraception est le plus grand scandale du siècle ».
En ce qui concerne par ailleurs la « pilule d'urgence » ou la « pilule du lendemain » (comme par exemple la pilule Lévonorgestrel), en tant qu'intervenante en milieu scolaire, elle dénonce les doses massives nécessaires, ainsi que le flou des termes, faisant passer - selon elle - ce médicament abortif pour un simple contraceptif. Cependant, la pilule d'urgence est bien un contraceptif d'urgence et non un moyen abortif puisqu'elle permet d'empêcher l'ovulation,.

#### Pornographie
Thérèse Hargot, depuis 2020 prend publiquement la parole contre la pornographie. En 2024, elle publie un ouvrage dans le but d'alerter sur les dangers de la pornographie contemporaine, dont elle compare les effets à ceux d'une drogue dure,,. Selon Thérèse Hargot, la pornographie introduit une forme anxiogène dans la relation sexuelle à travers la norme de jouissance, la notion de performance sexuelle ou de danger lié à la sexualité. Pour elle, cette nouvelle normativité sexuelle crée une discrimination sexuée visant les femmes, et surtout les jeunes filles, qui sont dévalorisées dans le choix de partenaires nombreux, alors que les hommes ou les garçons sont valorisés. Pour y remédier, elle propose le choix de l'abstinence et de la fidélité. Elle défend notamment l'abstinence sexuelle jusqu'au mariage, telle que proposée par la tradition catholique.

#### Féminisme
Elle prend position également contre le féminisme hérité de Simone de Beauvoir, qui aurait formaté les femmes à concevoir leur identité et leur désir de réalisation par leur seul travail en négligeant leur rôle maternel ; selon elle, ce féminisme -qu'elle nomme « matérialiste » - s'est soumis à la société patriarcale, en en adoptant des codes de performance et de productivité, au lieu de modifier la société en profondeur. Elle se définit  « alter-féministe ».

### Polémiques
Le 14 janvier 2024, elle déclenche une polémique médiatique,,  en apparaissant dans une vidéo du Youtubeur Tibo Inshape pour répondre à des questions sur la sexualité. Elle y déclare notamment que la sexualité des couples doit être organisée autour de « rendez-vous sexe » afin d’avoir « au minimum, mais vraiment grand minimum un rapport par semaine ». Ces propos déclenchent de vifs commentaires et Thérèse Hargot est accusée de faire la promotion de la culture du viol en sous-entendant que les rapports doivent avoir lieu, même forcés. Thérèse Hargot se défend de cette accusation en affirmant que ses propos « ont été déformés ».

### Réactions
Les prises de position de Thérèse Hargot et ses interventions en milieux religieux ou dans le cadre de La Manif pour tous font réagir. Elle est tantôt définie comme une alter-féministe aux côtés d'Eugénie Bastié, tantôt assimilée aux néo-puritanistes et à une « nouvelle garde réactionnaire européenne »,, et critiquée par Marcela Iacub. Bien qu'elle s'en défende, son féminisme est décrit comme relevant du féminisme différentialiste,.
Un article de sa part dans le magazine d'extrême droite Valeurs actuelles, où elle défend l'idée que « à force de penser la violence sexuelle on la voit partout et elle finit par exister à la manière d’une prophétie autoréalisatrice » est jugé préoccupant par Christine Bard, car il rend les féministes responsables des violences masculines. Selon l'historienne, l'approche de Thérèse Hargot s'appuie sur une dichotomie entre mauvaises et bonnes féministes, « une dichotomie parfaitement classique dans les discours antiféministes » car « en creusant un peu, on découvrirait que ces bonnes féministes ne sont en réalité pas féministes mais des défenseuses de l’ordre traditionnel ».

### Vie privée
Mariée une première fois à 19 ans, elle a trois enfants. Elle a divorcé deux fois.

## Ouvrages
- Une jeunesse sexuellement libérée (ou presque), Paris, éditions Albin Michel, coll. « Essais doc », février 2016, 224 p. (ISBN 978-2-226-32012-4)
- Avec Emmanuel Gobilliard et Arthur Herlin, Aime, et ce que tu veux, fais-le, Albin Michel, Paris, avril 2018  (ISBN 978-2-226-43539-2)
- Tout le monde en regarde (ou presque). Comment le porno détruit l’amour, Paris, Albin Michel, coll. « Mémoires imaginaires », janvier 2024, 192 p. (ISBN 9782226489500)